# Adquisición de 21st Century Fox por parte de Disney
La adquisición de 21st Century Fox por The Walt Disney Company se realizó el 20 de marzo de 2019. Entre otros activos clave, la adquisición incluyó los estudios cinematográficos y de televisión, y canales de cable/satélite de Estados Unidos. Como FX, Fox Networks Group International, una participación del 73% en National Geographic Partners, la emisora de televisión india Star India y una participación del 30% en Hulu. 21st Century Fox se separó de Fox Broadcasting Company, Fox Television Stations, Fox News Channel, Fox Business Network, FS1, FS2, Fox Deportes y Big Ten Network en la compañía recién creada Fox Corporation.

## Historia

### Información temprana (noviembre de 2017 – abril de 2018)
El 6 de noviembre de 2017, CNBC informó que entre Warner Bros y The Walt Disney Company estaban negociando un acuerdo con Rupert Murdoch para adquirir las divisiones satelitales de entretenimiento, entretenimiento por cable y transmisión directa de 21st Century Fox, incluyendo 20th Century Fox, Fox Networks Group, FX Networks y National Geographic Partners. Según se informa, el acuerdo excluiría a Fox Broadcasting Company, Fox Television Stations, Fox News Group y Fox Sports, que se escindirían en una nueva compañía independiente dirigida por la familia Murdoch. Según el CEO de Disney, Bob Iger, la idea de comprar los activos de Fox surgió después de que Disney adquiriera el control mayoritario de la compañía de transmisión de video BAMTech con la anticipación de desarrollar su propio servicio de streaming (que más tarde se llamaría Disney+ que se lanzará en noviembre de 2019). Disney estaba menos interesado en las capacidades de producción de Fox y más interesado en adquirir los propios estudios de televisión y cine de Fox para ayudar a expandir el contenido del servicio de streaming.
El acuerdo también incluiría los derechos cinematográficos de ciertas franquicias propiedad de Fox, como X-Men y Los 4 Fantásticos, los derechos de distribución de Star Wars: Episodio IV - Una Nueva Esperanza (que no fueron propiedad de Marvel Studios y Lucasfilm, respectivamente, cuando Disney adquirió las dos empresas). Las conversaciones se habían estancado durante el día sin que se finalizara un acuerdo,  pero se informó el 10 de noviembre que el acuerdo prospectivo aún no se había abandonado por completo.
El 16 de noviembre, se informó que Comcast (empresa matriz de NBCUniversal), Verizon Communications y Sony (empresa matriz de Columbia Pictures) también se habían unido a Disney en una guerra de ofertas por 21st Century Fox. Durante una reciente reunión de accionistas, el Copresidente de 21st Century Fox, Lachlan Murdoch, dijo que Fox no estaba en la categoría de compañías de "subescala" que estaban "encontrando difícil aprovechar sus posiciones en plataformas de video nuevas y emergentes", sino que era una empresa que tenía "la escala requerida para continuar ejecutando nuestra agresiva estrategia de crecimiento y ofrecer un aumento significativo en el rendimiento para los accionistas".
Debido a que Walt Disney posee la American Broadcasting Company (ABC), Comcast posee la National Broadcasting Company (NBC) y 21st Century Fox poseía la Fox Broadcasting Company, una adquisición total de Fox por Disney o Comcast sería ilegal según las reglas de la Comisión Federal de Comunicaciones (FCC) que prohíben una fusión entre cualquiera de dos de las cuatro redes de transmisión principales.
El 28 de noviembre, mientras se mencionaba un rumor de que los rumores sobre las negociaciones entre Disney y Fox avanzaban a un ritmo acelerado, Mike Fleming Jr., de Deadline Hollywood, comentó: "Probablemente solo lo sepan cuando se anuncie. Ciertamente se está hablando de eso hoy".
Los rumores de un acuerdo próximo continuaron el 5 de diciembre, con informes adicionales que sugerían que las redes deportivas regionales de FSN se incluirían en la venta (activos que probablemente estarían alineados con la división ESPN de Disney).
El 11 de diciembre, Comcast anunció que estaba retirando su oferta sobre los activos de Fox. El 14 de diciembre, Disney y Fox confirmaron un acuerdo por $52,4 mil millones para fusionar las dos compañías, en espera de la aprobación de la División de Defensa de la Competencia del Departamento de Justicia de los Estados Unidos.
En febrero, CNBC informó que, a pesar del acuerdo entre Disney y Fox, Comcast podría tomar medidas para superar la oferta de Disney de $52,4 mil millones, si la fusión AT&T-Time Warner se desarrollaba. A pesar de esto, el presidente de Fox, Peter Rice, dijo que estaba contento con la oferta de Disney y que los activos de Fox eran "una excelente opción para Disney".
A principios de marzo, el grupo sin fines de lucro Protect Democracy Project Inc. presentó una demanda contra el Departamento de Justicia de los Estados Unidos con la esperanza de buscar registros de comunicaciones entre los dos grupos sobre la adquisición de Fox por parte de Disney. La demanda también buscó "cualquier esfuerzo relacionado con la aplicación de la ley antimonopolio por parte del DOJ para averiguar si el presidente o su gobierno están interfiriendo indebidamente con la independencia del DOJ por favoritismo para un aliado político". Donald Trump felicitó a Murdoch por el acuerdo entre Disney y Fox mientras atacaba la adquisición de Time Warner por parte de AT&T, particularmente por la propiedad de CNN, que criticó con frecuencia debido a un supuesto sesgo.
El 12 de abril de 2018, Rice reveló que la adquisición se cerraría en el verano de 2019. A partir de marzo de 2018, una reorganización estratégica del conglomerado de Disney vio la creación de dos segmentos de negocios, Disney Parks, Experiences and Products y Walt Disney Direct-to-Consumer & Internacional. Parks & Consumer Products fue principalmente una fusión de Parks & Resorts y Consumer Products & Interactive Media. Mientras que Direct-to-Consumer & International se hizo cargo de Disney International y de las unidades globales de ventas, distribución y transmisión de Disney-ABC TV Group y Studio Entertainment más Disney Digital Network. Dado que Bob Iger lo describió como "posicionar estratégicamente nuestros negocios para el futuro", The New York Times consideró la reorganización realizada con la expectativa de la compra de 21st Century Fox.

### Guerra de ofertas entre Disney y Comcast (mayo – julio de 2018)
El 7 de mayo de 2018, se informó que Comcast habló con los bancos de inversión acerca de superar la oferta de Disney para adquirir Fox. Poco después, Bob Iger declaró que estaba dispuesto a retirar a Sky plc del acuerdo para asegurar la adquisición de Fox.
Varios inversionistas de Fox dijeron que estarían abiertos a rescindir el acuerdo de la compañía con Disney si Comcast cumpliera con su plan de lanzar una oferta rival en efectivo por $60000 millones. El fideicomiso familiar de Murdoch controlaba el 39% de Fox debido a las acciones que tenía con derechos especiales de voto. Sin embargo, según los estatutos de la compañía, esos derechos especiales no se aplicaban a una votación sobre el acuerdo entre Disney y Fox cuando el fideicomiso Murdoch solo controlaba el 17% de la votación, lo que facilitaba que otros accionistas lo derrotaran, lo cual se esperaba como tan pronto como el próximo mes. Más tarde ese mes, se confirmó que Lachlan Murdoch, en lugar de James Murdoch, se haría cargo de la compañía New Fox.
La semana siguiente, Comcast anunció públicamente que estaba buscando hacer una contraoferta en efectivo por los activos de Fox que Disney propuso adquirir. Poco después, se informó que Disney estaba buscando hacer su propia contraoferta en efectivo para los activos de Fox si Comcast completaba su oferta.
Al día siguiente, Disney y Fox anunciaron que habían fijado sus juntas de voto de accionistas para el 10 de julio, aunque ambos dijeron que la reunión de Fox podría posponerse si Comcast llegaba con su oferta.
El 12 de junio, AT&T recibió la aprobación del juez de distrito Richard J. Leon para adquirir Time Warner, aliviando las preocupaciones que Comcast tenía sobre si los reguladores del gobierno bloquearían su oferta por Fox. En consecuencia, al día siguiente, Comcast realizó una oferta de $65 mil millones para los activos de 21st Century Fox que Disney iba a adquirir.
El 18 de junio, se informó que Disney se sumará a su reclamo ya existente de $52000 millones para impugnar la propuesta de contraoferta de Comcast por los activos de Fox.
El 20 de junio, Disney y Fox anunciaron que habían modificado su acuerdo de fusión anterior, aumentando la oferta de Disney a $71300 millones (una prima del 10% sobre la oferta de Comcast de $65000 millones), mientras que también ofrece a los accionistas la opción de recibir efectivo en lugar de acciones. El 21 de junio, Murdoch dijo en respuesta a la mayor oferta de Disney: "Estamos extremadamente orgullosos de los negocios que hemos construido en 21st Century Fox, y creemos firmemente que esta combinación con Disney liberará aún más valor para los accionistas a medida que el nuevo Disney continúe. establecer el ritmo en un momento dinámico para nuestra industria". Eso todavía no impide que otras compañías hagan una oferta, ya que el acuerdo era necesario para ser votado por los accionistas.
Iger explicó el razonamiento detrás de la oferta: "La distribución directa al consumidor se ha convertido en una propuesta aún más convincente en los seis meses desde que anunciamos el acuerdo. No solo ha habido una gran cantidad de desarrollo en ese espacio, pero claramente el consumidor está votando en voz alta".
El 27 de junio, el Departamento de Justicia de los Estados Unidos otorgó la aprobación antimonopolio a Disney bajo la condición de vender los 22 canales de deportes regionales de Fox Sports dentro de los 90 días posteriores al cierre, a lo que la compañía ha dado su acuerdo. Al día siguiente, los tableros de Disney y Fox programaron el 27 de julio de 2018 como el día en que los accionistas votan sobre las propiedades de Fox que se venden a Disney.
El 9 de julio, un accionista de Fox presentó una demanda para detener la adquisición de Disney, citando la ausencia de proyecciones financieras para Hulu. El mismo día, CNBC informó que Comcast estaba buscando compañías que pudieran hacerse cargo de las Redes Deportivas Regionales de Fox. Esto hubiera facilitado los problemas antimonopolio de Comcast con respecto a la adquisición de los activos de Fox, ya que Comcast se estaba preparando para hacer una nueva contraoferta en efectivo antes del 27 de julio de 2018.
El 12 de julio, el Departamento de Justicia presentó una notificación de apelación ante el Circuito D.C. para revocar la aprobación del Tribunal de Distrito para la adquisición de Time Warner por parte de AT&T (ahora WarnerMedia). Los analistas dijeron que las posibilidades de ganar el DOJ son pequeñas, pero serían "el último clavo en el ataúd para la persecución Fox de Comcast. Este es un claro regalo para Disney".  Al día siguiente, el CEO de AT&T, Randall Stephenson, dio una entrevista con CNBC, acerca de la oferta de Comcast por Fox: "Probablemente no pueda evitarlo. Está en una situación en la que dos entidades están haciendo una oferta por un activo, y este tipo de acción obviamente puede influir en el resultado de esas acciones".
El 13 de julio, Disney recibió el apoyo del Institutional Shareholder Services y Glass Lewis, las dos firmas de asesores proxy más prominentes del mundo. Los asesores de Fox fueron recomendados por los asesores como medios para asegurar el futuro de Disney.
El 16 de julio, CNBC informó que era poco probable que Comcast continuara su guerra de ofertas con Disney para adquirir Fox. En cambio, es probable que Comcast continúe con la participación del 61% de Sky.
El 19 de julio, Comcast anunció oficialmente que estaba retirando su oferta sobre los activos de Fox para enfocarse en su oferta por Sky. El CEO de Comcast, Brian L. Roberts, dijo: "Me gustaría felicitar a Bob Iger y al equipo de Disney y felicitar a la familia Murdoch y a Fox por crear una empresa tan deseable y respetada".

### Camino a la finalización (julio de 2018 – marzo de 2019)
El 25 de julio de 2018, TCI Fund Management, el segundo mayor accionista de 21st Century Fox, indicó que votó para aprobar el acuerdo entre Disney y Fox. El 27 de julio, los accionistas de Disney y Fox aprobaron la fusión entre las dos compañías.
Hubo informes el 9 de agosto de que el director general de Viacom, Robert Bakish, quería licenciar su publicidad televisiva dirigida a toda la industria, comenzando con Fox. El 12 de agosto, la Comisión de Competencia de la India aprobó el acuerdo entre Disney y Fox.
El 17 de septiembre, la Comisión Europea programó una revisión de fusión para el 19 de octubre, que luego se pospuso hasta el 6 de noviembre.
El 5 de octubre, Disney anunció el comienzo de las ofertas de intercambio y las solicitudes de consentimiento para 21st Century Fox. El 8 de octubre, Disney anunció que los principales ejecutivos de televisión de 21st Century Fox se unirían a la compañía, incluidos Peter Rice, Gary Knell, John Landgraf y Dana Walden. Rice ocupará el cargo de presidente de Walt Disney Television y copresidente de Disney Media Networks, sucediendo a Ben Sherwood, mientras que Walden será nombrado presidente de Disney Television Studios y ABC Entertainment.
El 10 de octubre, se informó que la nueva estructura organizativa posterior a la fusión de "New Fox" se implementaría antes del 1 de enero de 2019, antes del cierre de la venta de Disney.
El 15 de octubre, Disney ofreció una lista de concesiones a la Comisión Europea, que extendió el plazo de revisión hasta el 6 de noviembre. La Comisión Europea el 6 de noviembre de 2018 autorizó la venta, a raíz de la venta de ciertas redes de televisión fácticas en Europa de propiedad de la empresa conjunta de Disney y Hearst A+E Networks, incluyendo Blaze, Crime & Investigation, History, H2 y Lifetime. Disney continuará teniendo el 50 por ciento de acciones de A&E en cualquier lugar fuera del Área Económica Europea.
El 18 de octubre, Disney anunció una nueva estructura organizativa para los Walt Disney Studios y los jefes de unidades individuales que se unirían a la compañía, incluidos Emma Watts, Elizabeth Gabler, Nancy Utley y Stephen Gilula. Watts, que actualmente se desempeña como Vicepresidenta y Presidenta de producción en 20th Century Fox, dirigirá la división de películas de Fox. Todos los estudios cinematográficos de Fox reportarán al presidente de The Walt Disney Studios, Alan Horn, con Fox Family Entertainment y 20th Century Fox Animation reportando a Watts and Horn.
El 19 de noviembre, los reguladores chinos aprobaron el acuerdo entre Disney y Fox, sin ninguna condición. Después de obtener la aprobación de los reguladores chinos, Disney dijo que aún necesitaba obtener la aprobación regulatoria de otros reguladores, aunque las aprobaciones de los Estados Unidos, la Unión Europea y China se consideraron los obstáculos más importantes para despejar.
El 3 de diciembre, el Consejo Administrativo de Defensa Económica de Brasil (CADE) dijo que el acuerdo concentraría el mercado de los canales deportivos por cable. La CADE recomendó medidas correctivas.
El 13 de diciembre, Disney anunció una nueva estructura organizativa para sus operaciones internacionales y las personas que se unirían a la empresa, entre ellas Rebecca Campbell, Jan Koeoppen, Diego Lerner y Uday Shankar. Shankar, que actualmente se desempeña como Presidente de Fox Networks Group Asia y Star India, dirigirá las operaciones asiáticas de Disney y se convertirá en el nuevo Presidente de Disney India.
Para el 14 de diciembre, la fusión estaba sujeta a regulaciones en México, donde Disney/Fox representaría el 27,8% de la distribución de contenido en todos los géneros. Disney tendría el 73% de todos los canales de deportes en México.
El 7 de enero de 2019, la declaración de registro de "New Fox", bajo el nombre de Fox Corporation, se presentó ante la Comisión de Valores e Intercambio de los Estados Unidos.
El 11 de enero, se informó que se espera que el acuerdo se cierre en febrero o marzo de 2019. Sin embargo, el 30 de enero, en una presentación ante la SEC de Disney, se informó que se espera que el acuerdo se cierre en junio de 2019.
El 31 de enero, la Comisión Federal de Competencia Económica de México (COFECE) aprobó el acuerdo entre Disney y Fox luego de que Disney aceptó vender su participación en Sony Pictures Releasing de México, una distribuidora de películas mexicanas, a Sony Pictures Motion Picture Group.
Bob Iger se reunió con el regulador antimonopolio de Brasil de la CADE, el 12 de febrero de 2019 para discutir el acuerdo entre Disney y Fox. Sin embargo, todavía no se pudo llegar a una decisión sobre el acuerdo. Sin embargo, el 20 de febrero, Bloomberg dijo que la CADE tomará su decisión sobre el acuerdo entre Disney y Fox el 27 de febrero de 2019. El 21 de febrero, Bloomberg informó que Disney venderá Fox Sports en Brasil y México para obtener la aprobación en estos países. Los dos países estaban entre los últimos obstáculos importantes para el acuerdo entre Disney y Fox. El 27 de febrero, la agencia antimonopolio de Brasil, CADE, aprobó la fusión con condiciones que requieren que Disney ceda a Fox Sports Brasil entre otras medidas.
El 4 de marzo, The Walt Disney Company modificó el paquete de compensación de Robert Iger que recibiría al cerrar el acuerdo Disney y Fox, eliminando $13,5 millones en posibles sueldos e incentivos disponibles para el director ejecutivo después de que la compañía cierre su adquisición de los bienes de 21st Century Fox.
Disney anunció el 5 de marzo de 2019 que Craig Hunegs lideraría las operaciones combinadas de televisión en los estudios de Disney Television Studios una vez que se cierre el acuerdo entre Disney y Fox. Hunegs será el presidente de la subsidiaria, con supervisión de todas las operaciones, incluidos los ABC Studios, ABC Signature, 20th Century Fox Television y los Fox 21 TV studios. Reportará a Dana Walden, presidenta de Fox Television Group, quien será presidenta de Disney Television Studios y ABC Entertainment.
El regulador de telecomunicaciones de México, el Instituto Federal de Telecomunicaciones (IFT), aprobó el acuerdo el 11 de marzo de 2019 bajo la condición de que Disney y Fox acuerden vender Fox Sports en el país dentro de seis meses. También tenían que mantener la marca National Geographic separada de sus canales de A&E. Esto despejó el último dilema importante en el trato. El 12 de marzo de 2019, Disney anunció que estaba listo para cerrar el trato con Fox el 20 de marzo.
Fox Corporation se convirtió oficialmente en una compañía independiente, que cotiza en bolsa, separada de 21st Century Fox, el 19 de marzo de 2019, lo que convierte a Fox Corporation en el propietario de los activos que no fueron adquiridos por Disney. El anuncio también incluyó el nombramiento del consejo de administración. También el 19 de marzo, 21st Century Fox completó oficialmente la distribución de las nuevas acciones de Fox antes de la finalización del acuerdo de Disney. El acuerdo se completó oficialmente el 20 de marzo de 2019.

## Después de la adquisición (marzo de 2019-presente)

### 2019
Se informó el 21 de marzo de 2019 que Disney cerraría el estudio Fox 2000 Pictures el 4 de octubre de 2019, después del lanzamiento de La mujer en la ventana.  El mismo día se informó que hasta 4000 personas perderían sus empleos cuando Disney comenzó con los despidos luego de la fusión.
Debmar-Mercury anunció el 3 de abril que terminaría su asociación nacional de ventas publicitarias con 20th Television, y que transferirá sus ventas publicitarias nacionales para sus programas de primera ejecución y fuera de la red de la empresa a CBS Television Distribution Media Sales. Sin embargo, el programa Tyler Perry's Meet the Browns continuará siendo manejado por Disney para la venta publicitaria, incluso después de que CTD se haga cargo de las ventas publcitarias nacionales para los shows de la compañía. La unidad ESPN de Disney adquirió el 10 de abril un paquete de derechos para la Big 12 Conference sobre atletismo universitario que Fox había celebrado anteriormente. El 15 de abril de 2019, Hulu adquirió la participación del 9,5% de AT&T en Hulu por $1430 millones, con Disney y NBC Universal como copropietarios de la acción.
Disney anunció el 24 de abril que había cancelado una serie de películas de Fox como Mouse Guard, News of the World (cuyos derechos fueron recogidos por Universal Pictures), y una adaptación de Angie Thomas 'On the Come Up (cuyos derechos fueron transferidos a Paramount Players), y que algunos proyectos, como la precuela de Kingsman The Great Game, Fear Street y el remake de Steven Spielberg de West Side Story, todavía estaban en producción. El 25 de abril, Shannon Ryan, quien anteriormente era directora de mercadotecnia de Fox Television, fue nombrada presidenta de mercadotecnia para ABC Entertainment y Disney Television Studios. Ella reportará directamente a Karey Burke, presidenta de ABC Entertainment, y Craig Hunegs, presidente de Disney Television Studios.
Sinclair Broadcast Group acordó el 26 de abril de 2019 adquirir Fox Sports Networks (excepto YES Network, que se venderá por separado a Yankee Global Enterprises)  por $10000 millones.
El 7 de mayo de 2019, Disney anunció un calendario de lanzamiento revisado para varias películas de Disney y Fox. Entre los cambios, varias películas (Artemis Fowl, Ad Astra, Spies in Disguise, Los Nuevos Mutantes y Call of the Wild) se trasladaron a fechas de lanzamiento posteriores. Todas las películas de Fox-Marvel programadas anteriormente para su lanzamiento después de 2019 se eliminaron de la programación. Avatar: The Way of Water fue reprogramada de 2020 a un lanzamiento navideño de 2021, después de la cual se lanzarán secuelas de Avatar cada dos días festivos navideños, alternando con secuelas de Star Wars hasta 2027.
El 14 de mayo de 2019, Disney anunció que había asumido el control de Hulu como parte de un acuerdo de venta/llamada con Comcast y su participación del 33% en el servicio. Comcast continuará con la licencia del contenido de NBCUniversal y la transmisión en vivo de los canales de NBCUniversal hasta finales de 2024 y su participación en Hulu podría venderse a Disney a partir de enero de ese año. Además, ambas compañías financiarán la compra de Hulu de la participación del 9,5% de AT&T en Hulu.
Después de la adquisición, Disney reorganizó su división de televisión para alinear varias operaciones. El 10 de junio de 2019, Disney anunció que tanto Disney Television Studios como FX Entertainment compartirían la misma división de casting. El 31 de julio de 2019, Disney reorganizó la estructura de informes de Hulu, colocando el equipo de escritores del contenido original de Hulu bajo Walt Disney Television. Bajo la nueva estructura, el vicepresidente sénior del equipo de escritores del contenido original de Hulu estaría supervisado directamente por el presidente de Disney Television Studios y ABC Entertainment.
Fox Stage Productions, el 3 de julio de 2019, se trasladó al Disney Theatrical Group como la división Buena Vista Theatrical y todos los altos ejecutivos se marcharon en ese momento.
El 7 de agosto de 2019, Disney anunció que revisarían los proyectos de películas de Fox en desarrollo a excepción de las secuelas de Avatar, El planeta de los simios y Kingsman debido a que Dark Phoenix causó una pérdida en el tercer trimestre. Una nueva lista reducida de aproximadamente 10 películas por año supervisadas completamente por Disney ahora será el foco principal, con 20th Century Fox haciendo la mitad de las películas para Hulu y Disney+. Las propiedades de Fox como Home Alone, Night at the Museum y Diary of a Wimpy Kid han sido asignadas para el lanzamiento de Disney+ y asignadas a Fox Family.
El 9 de agosto de 2019, Los Angeles Times informó que Disney retiraría todos los títulos de la biblioteca de películas de Fox de todas las cadenas de cine y las trasladaría a Hulu o Disney+. Little Theatre, una cadena local de cines en Rochester, Nueva York, se vio obligada a cancelar su proyección del 5 de agosto de Fight Club después de que Disney le notificara al cine que no estaría permitido proyectar la película en el futuro.
El 22 de agosto de 2019, Sinclair completó su adquisición de Fox Sports Networks de Disney. Siete días después, el consorcio Yankees/Sinclair/Amazon también completó la adquisición del 80% de la participación de YES Network de Disney el 29 de agosto de 2019, con los Yankees con el 65%, Sinclair con el 20% y Amazon con el 15% restante.
El 10 de septiembre de 2019, Disney anunció sus planes de vender la división de videojuegos FoxNext, prefiriendo licenciar sus propiedades para videojuegos en lugar de desarrollarlos.
El 22 de octubre de 2019, el Banijay Group anunció su intención de adquirir el Endemol Shine Group de Disney y Apollo Global Management por $2,2 mil millones. Disney y Apollo acordaron vender Endemol a Banjay el 26 de octubre de 2019, a la espera de la aprobación antimonopolio de los reguladores.
El 24 de octubre, Vulture informó que Disney estaba colocando todas las películas más antiguas de Fox en la Disney Vault, con varios cines y programadores de películas informando que el catálogo de Fox ya no estaba disponible para ellos.Se hizo una excepción a la nueva política para The Rocky Horror Picture Show debido a las tradicionales proyecciones de medianoche de esa película y a que ostenta el récord mundial Guinness de estreno original en cines más largo.

### 2020
El 17 de enero de 2020, Variety informó que Disney había renombrado "20th Century Fox" y "Fox Searchlight Pictures" como "20th Century Studios" y "Searchlight Pictures" respectivamente para evitar la confusión de la marca con Fox Corporation.
El 22 de enero de 2020. Disney anunció que había vendido FoxNext al desarrollador de juegos móviles Scopely.
El 31 de enero de 2020, Disney eliminó el papel de CEO de Hulu, como parte de la integración total de Hulu con el modelo comercial de Disney. Bajo la nueva estructura, los altos ejecutivos de Hulu serán supervisados directamente por los ejecutivos de DTCI y de Walt Disney Television.
El 17 de marzo de 2020, The Wall Street Journal informó que Disney estaba buscando vender TrueX debido a la falta de inversión después de haber sido etiquetado como un activo secundario.
El 6 de mayo de 2020, la agencia antimonopolio de Brasil, CADE, aprobó la fusión entre Fox Sports Brasil y ESPN Brasil con condiciones que requerían que Disney mantuviera a Fox Sports Brasil hasta el 1 de enero de 2022, fecha en la que se esperaba que las operaciones del canal fueran absorbidas por ESPN. Mientras tanto, ESPN y Fox Sports compartirían los derechos de transmisión de eventos deportivos.
El 10 de agosto de 2020, Disney anunció una reorganización y cambio de marca de sus estudios de televisión, con 20th Century Fox Television siendo subsumida por 20th Television, y Fox 21 Television Studios siendo renombrado como Touchstone Television (reviviendo un nombre desvanecido en 2007 el cual luego se convirtió en ABC Studios, que a su vez pasó a llamarse ABC Signature).
El 1 de septiembre, 20th Century Fox Japan fue absorbida por The Walt Disney Company Japan. A través de esta sucursal, Fox había trabajado como codistribuidor con Toei Company de películas animadas basadas en la franquicia Dragon Ball desde Dragon Ball Z: La batalla de los dioses (2013). Debido a la adquisición, Dragon Ball Super: Super Hero (2022) se estrenó sin la participación de 20th Century Studios (la distribución fuera de Japón estuvo a cargo de Crunchyroll de Sony Pictures).
El 28 de septiembre de 2020, Disney anunció que había vendido TrueX a Gimbal, Inc.
El 1 de octubre de 2020, Disney y la Eredivisie anunciaron conjuntamente que los canales de Fox Sports (Países Bajos) cambiarían su nombre a ESPN. El cambio de marca es consecuencia directa de la adquisición y se produjo el 1 de enero de 2021. Al igual que 21st Century Fox lo hacía antes, Disney posee el 51% de Eredivisie Media & Marketing CV, mientras que la Eredivisie posee el 49% restante. Eredivisie Media & Marketing, a su vez, era propietaria de Fox (Países Bajos) y Fox Sports (Países Bajos).
El 27 de noviembre de 2020, Disney anunció que cambiaría el nombre de los canales de la marca Fox a Star en América Latina el 22 de febrero de 2021: Fox Channel se convierte en Star Channel, Fox Life se convierte en Star Life, etc.
El 30 de diciembre de 2020, el proveedor de cable holandés Ziggo reveló que las transmisiones europeas de StarPlus y Star Gold cambiarán su nombre a Utsav Plus y Utsav Gold, respectivamente. El cambio de marca se produce debido a que Disney utilizará la marca Star para la programación no familiar y orientada a adultos con su próxima sección en Disney+. en varios mercados internacionales así como el lanzamiento del servicio de streaming Star+ en América Latina.

### 2021
El 9 de febrero de 2021, Deadline Hollywood confirmó que Blue Sky Studios cerraría debido a las "realidades económicas actuales" relacionadas con la pandemia de COVID-19. y que toda la biblioteca y las IP de Blue Sky Studios serían absorbidas por Disney. Blue Sky Studios cerró el 10 de abril de 2021.
Fox Sports Networks y Fox College Sports se renombraron más tarde como Bally Sports y Stadium College Sports el 31 de marzo de 2021.
En marzo de 2021, Disney lanzó una nueva división de 20th Television Animation para producciones de animación para adultos de los estudios involucrados en esta adquisición.
El 26 de abril de 2021, Fox Sports Go se convirtió en la aplicación de Bally Sports.
El 27 de abril de 2021, Disney anunció que la mayoría de los canales lineales de Fox Networks Group Asia Pacific se cerrarían en dos fases, en octubre de 2021 para Hong Kong y los países del sudeste asiático y en enero de 2022 para Taiwán, respectivamente
El 14 de mayo de 2021, Disney cerró Fox 2000 Pictures después de que La mujer en la ventana se estrenara en Netflix.
Disney vendió Fox Sports México a Grupo Multimedia Lauman en junio de 2021. La multinacional estaba obligada a vender el canal deportivo mexicano como parte de las condiciones de aprobación de la adquisición de 21st Century Fox en México. Los reguladores mexicanos aprobaron la venta de Fox Sports de Disney a Grupo Multimedia Lauman debido a que si cumplía con los requisitos regulatorios del proceso de adquisición en México.
El 31 de agosto de 2021, Disney anunció que Hotstar en los Estados Unidos cerraría a finales de 2022. La compañía también anunció que contenido como Hotstar Specials, la programación de Star India y películas taquilleras migraría a Hulu a partir del 1 de septiembre de 2021. El contenido deportivo, incluida la Liga Premier de India, la Junta de Control de Cricket en India, el Consejo Internacional de Cricket y la Liga Pro Kabaddi, migraría a ESPN+. La intención de Disney es que los usuarios de Hotstar se registren para el paquete de Disney+, Hulu y ESPN+ en los EE. UU.
El 28 de octubre de 2021, ViacomCBS (ahora Paramount Global) anunció que adquiriría TeleColombia de Disney y la adquisición espera aprobación en 2022. TeleColombia se vendió el 23 de noviembre de 2021.
El 4 de noviembre de 2021, Disney anunció que cambiaría el nombre de las redes restantes de Fox Sports Latinoamérica a ESPN 4 el 1 de diciembre de 2021 con la excepción de México debido a que Disney vendió Fox Sports a Grupo Multimedia Lauman en ese país.

### 2022
El 20 de enero de 2022, la CNDC ordenó a Disney vender la cadena de televisión Fox Sports Argentina de la compra de 21st Century Fox para obtener la aprobación del gobierno de Argentina. El 15 de febrero de 2022, Disney anunció que vendió Fox Sports Argentina a Mediapro. La venta fue aprobada por la CNDC el 27 de abril de 2022.
El 26 de enero de 2022, Tata Sky pasó a llamarse Tata Play.
Se anunció que el 1 de mayo de 2022, Fox Sports Premium cambiaría su marca a ESPN Premium luego de la adquisición de 21st Century Fox por parte de Disney para reflejar ese cambio.
El 27 de mayo de 2022, Fox Star Studios fue rebautizado como Star Studios por Disney.
En octubre de 2022, Fox Studios Australia fue rebautizado como Disney Studios Australia por Disney.

### 2023
En julio de 2023, Disney comenzó a explorar opciones estratégicas, incluida la venta o la formación de una empresa conjunta, para sus negocios en India. Entre septiembre y octubre de 2023, la compañía mantuvo conversaciones preliminares con Reliance Industries, el multimillonario Gautam Adani y Kalanithi Maran, propietario del Sun Group, para una posible venta de sus activos de streaming y televisión lineal.A finales de octubre de 2023, se informó que Disney se estaba acercando a un acuerdo en efectivo y acciones con Reliance Industries para la venta de sus operaciones en India, incluida una participación mayoritaria en Disney Star. Según se informaba, los activos que adquiriría Reliance estaban valorados en alrededor de 7.000 a 8.000 millones de dólares y se iba a anunciar una transacción en noviembre.Aunque el director ejecutivo de Disney, Bob Iger, refutó las afirmaciones de una venta durante una llamada sobre resultados del tercer trimestre, en diciembre de 2023 se anunció que Disney y Reliance habían firmado una hoja de términos no vinculante para una fusión. Según sus términos, Reliance tendría un 51% de la empresa fusionada en efectivo y acciones, mientras que Disney poseería el 49% restante. A los efectos de la fusión, se crea una subsidiaria de Viacom18 para absorber Disney Star a través de un intercambio de acciones y se esperaba que el acuerdo se complete en febrero de 2024, pendiente de ratificación y aprobación regulatoria, y Reliance pretende completarlo para fines de enero.

### 2024
En febrero de 2024, Disney y Reliance llegaron a un acuerdo para fusionar sus activos de streaming y televisión, con una empresa conjunta valorada en 8.500 millones de dólares, incluidas las sinergias. Como parte del acuerdo, Viacom18 se fusionaría con Disney Star y Disney tendría una participación del 36,84% en la entidad combinada, que reuniría activos como los canales de entretenimiento de televisión lineal StarPlus, Colors TV y Star Gold Network, los canales de deportes Star Sports y Sports18 y los servicios de streaming JioCinema y Disney+ Hotstar con Nita Ambani como presidenta de la empresa conjunta, con Uday Shankar como vicepresidente y el acuerdo otorga el 16,34 % a Reliance y el 46,82 % a Viacom18 y dado que se espera que el acuerdo se cierre en algún momento a finales de 2024 o principios de 2025 en espera de la aprobación regulatoria,luego se informó que Disney estaba en conversaciones con Reliance para vender su participación del 30% en Tata Play.
En marzo de 2024, se informó que Paramount Global buscaba vender su participación del 13,01% en Viacom18 a Reliance, que ya poseía una participación del 73,91% a través de TV18. Aunque Bloomberg News informó que era poco probable que se cerrara el acuerdo, el acuerdo se confirmó una semana después por 517 millones de dólares, y su cierre estaba sujeto a la aprobación regulatoria y a la finalización de la empresa conjunta entre Viacom18 y Disney. Sin embargo, Paramount continuaría otorgando licencias de su contenido a la empresa.
El 14 de mayo de 2024, se informó que el acuerdo entre Disney y Reliance fue aprobado por el Tribunal Nacional de Derecho de Sociedades y que el servicio de streaming JioCinema se trasladó a la unidad Digital18 como parte de la fusión.
Luego de la venta de Fox Sports México por parte de The Walt Disney Company a Grupo Multimedia Lauman en 2021, el 21 de junio de 2024, el Instituto Federal de Telecomunicaciones de México reveló a través de un comunicado que luego de tres años de ser administrado por Grupo Multimedia Lauman, Fox Sports México sería adquirido por Fox Corporation y pasaría a formar parte de su división homónima Fox Sports Media Group.

## Critica
A pesar de que Disney recibió la aprobación antimonopolio de los reguladores de todos los países, existen importantes preocupaciones antimonopolio sobre la compra de Disney. El acuerdo es una fusión horizontal (es decir, en la que una empresa compra una corporación que produce los mismos bienes y productos) a diferencia de una fusión vertical (es decir, dos empresas que operan en etapas separadas del proceso de producción de un producto terminado específico), muy similar a las integraciones de AT&T–Time Warner y Comcast–NBC Universal. Las fusiones horizontales tienen más probabilidades de ser rechazadas que las verticales, ya que afectan a una reducción más tangible de la competencia.
La Comisión Federal de Comercio (FTC) afirma en su sitio web que "La mayor preocupación antimonopolio surge con las fusiones propuestas entre competidores directos (fusiones horizontales)".
Dado que tanto Disney como Fox crean películas y series de televisión, el número de estudios cinematográficos importantes en Hollywood se redujo de seis a cinco. Algunos argumentaron que la operación aún dejaría a muchos competidores, ya que Disney podría competir con Netflix en el mercado de streaming en línea con Disney+ y Hulu en igualdad de condiciones con sus propiedades recién adquiridas. Los opositores respondieron que estos argumentos no tienen mucho peso debido a las poderosas cuotas de taquilla y de bolsa de Disney, sus prácticas y la compra de numerosos activos de Fox.